# 前109年
| 千纪： | 前1千纪 |
| 世纪： | 前3世纪 \| 前2世纪 \| 前1世纪                                                                                         |
| 年代： | 前130年代 \| 前120年代 \| 前110年代 \| 前100年代 \| 前90年代 \| 前80年代 \| 前70年代                                  |
| 年份： | 前114年 \| 前113年 \| 前112年 \| 前111年 \| 前110年 \| 前109年 \| 前108年 \| 前107年 \| 前106年 \| 前105年 \| 前104年 |
| 纪年： | 西汉元封二年 |

## 大事记
- 漢朝於蜀地始置不韋縣。
- 衛右渠拒絕向西漢朝貢，並阻塞了鄰近小國朝貢的道路。漢武帝以此為由為由，發兵滅衛滿朝鮮。

## 逝世
- 薩姆斯二世，科馬基尼王國第二任國王。